# Années 810
Les années 810 couvrent la période de 810 à 819.

## Événements

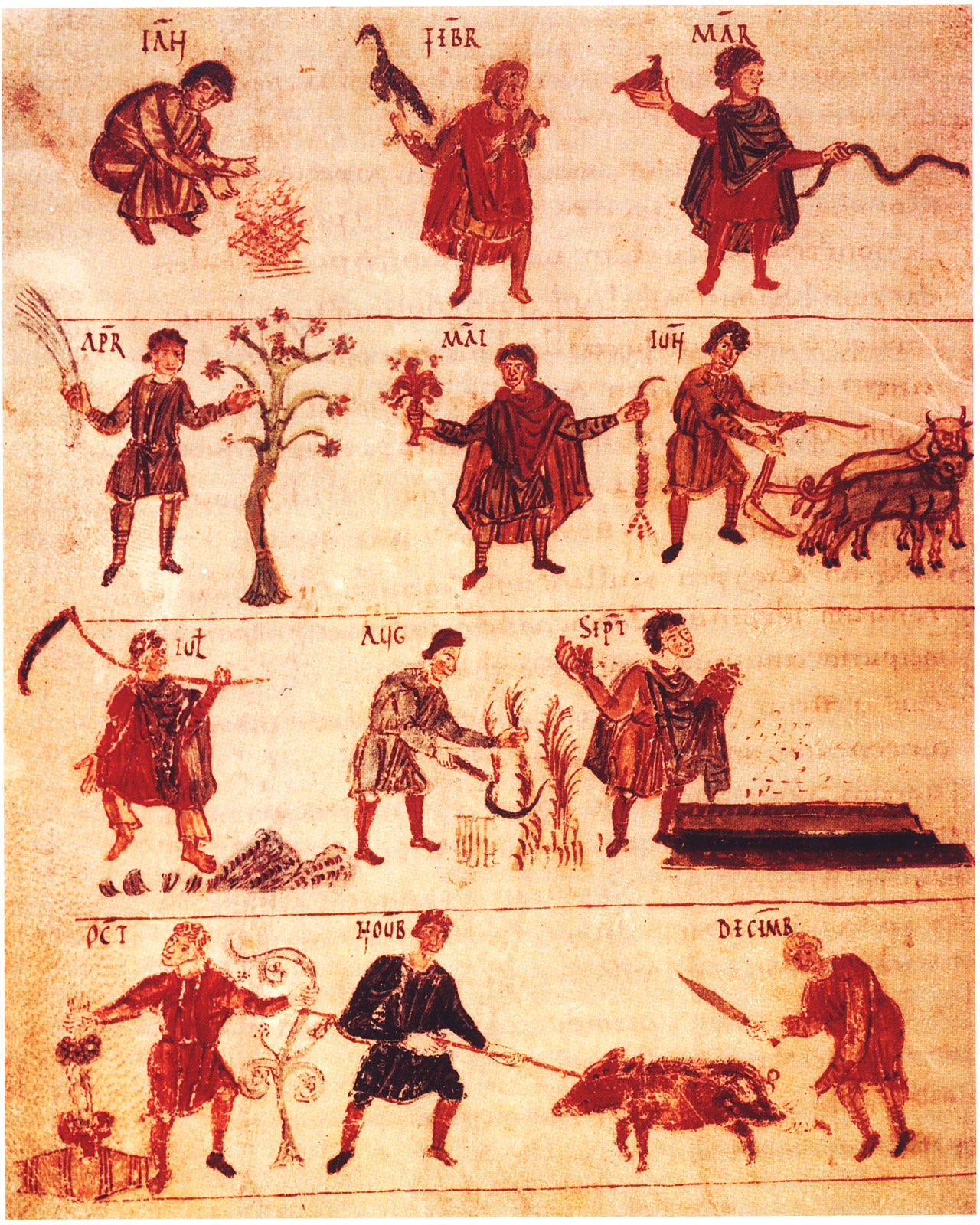
Les travaux des mois de l'année, manuscrit de Salzbourg, 818.

- 809-813 : guerre civile entre les abbassides Al-Amin et Al-Ma'mūn[1].
- 809-816 : guerre entre les Bulgares et les Byzantins : siège de Serdica ;  bataille de Pliska ; bataille de Versinikia ; bataille de Mesembria[2].
- 810-811 : le doge de Venise Angelo Participazio transfère à Rialto le siège du gouvernement[3]. Début de la construction de la ville de Venise sur la lagune. Sa position devient exceptionnellement favorable entre Orient et Occident après la paix de Nicéphore de 810-811, ratifié par ses successeurs en 812 et 814. L'Empire byzantin lui donne l’autonomie de fait et des avantages commerciaux[4].
- 810-811 : guerre des Francs contre les Danois. Après une attaque danoise en Frise, un traité de paix fixe la frontière sur l'Eider[5].
- 811-813 : résistance aux Vikings en Ulster (811), en Connaught (812) et dans le Kerry (813)[6].
- 812-825 : révolte des Qaysites menés par l'émir Nasr (en) contre les Abbassides en Al-Jazira. Ils mettent à sac la région de l'Euphrate, d'Edesse à Samosate et à Marach[7].
- 813-843 : second iconoclasme[8].
- 814 : mort de Charlemagne[9].
- 814 et 819 : premiers raids des Vikings à l’embouchure de la Loire[10].
- 816 : au Japon, les moines Saichō et Kūkai se brouillent après que Kūkai ait pris un disciple à Saichō, Taihan, pour l’ordonner à Nara selon les pratiques héritées du VIIIe siècle. Saichō relance le débat sur les investitures, auxquelles seuls les moines de Nara peuvent procéder. La querelle fait rage, jusqu’à ce que l’empereur Saga tranche en faveur de Saichō, quelques jours après sa mort. Il reconnaît aux maîtres de la « Terrasse du Ciel » sur le mont Hiei de procéder à des ordinations[11].

## Personnages significatifs
- Agobard de Lyon
- Al-Amin
- Al-Hakam Ier
- Ali ar-Rida
- Al-Mamun
- Benoît d'Aniane
- Bernard d'Italie
- Charlemagne
- Jabir Ibn Hayyan
- Judith de Bavière
- Kroum
- Kūkai
- Léon V l'Arménien
- Ljudevit Posavski
- Lothaire Ier
- Louis le Pieux
- Louis II de Germanie
- Michel Ier Rhangabé
- Omourtag
- Pascal Ier
- Pépin Ier d'Aquitaine
- Saichō
- Adi Shankara